# Гайанско-индийские отношения
Гайанско-индийские отношения — двусторонние дипломатические отношения между Гайаной и Индией.

## История
Оба государства являлись частью Британской империи. Приблизительно 327 000 граждан Гайаны имеют индийские корни, что является результатом колониальной политики Британской империи. Индийские гайанцы составляют самую большую этническую группу в Гайане. В мае 1966 года были установлены дипломатические отношения между Индией и Гайаной. Между странами изначально сложились дружественные отношения вне зависимости от того, кто приходил к власти. В 1968 году премьер-министр Индии Индира Ганди посетила Гайану с официальным визитом, вице-президент Индии Шанкар Даял Шарма посещал Гайану в 1988 году, а вице-президент Бхайрон Сингх Шекхават посетил эту страну с официальным визитом в 2006 году.

## Торговля
Индия ежегодно предоставляет 40 бюджетных мест для гайанских студентов в индийских высших учебных заведениях, прохождения стажировки в определенных сферах деятельности, а также для знакомства с культурой Индии и языком хинди. Индия предоставляет Гайане кредитные линии для развития сельского хозяйства и информационных технологий. Индийские компании также проявили интерес к гайанским энергоносителям, минералам и фармацевтическим препаратам. Общий товарооборот остается на низком уровне, но имеется тенденция к повышению.

## Культурные связи
В 1972 году был основан Индийский культурный центр в Джорджтауне, с целью укрепления культурных связей и взаимопонимания между народами обеих стран. В центре регулярно проводятся занятия по йоге и танцам катхак, есть хорошо оборудованная аудитория, где проводятся культурные мероприятия на регулярной основе. В течение года преподаватели и студенты из Индии участвуют в мероприятиях местного индийско-гайанского сообщества. В центре имеется библиотека с книгами по истории, литературе, искусству, культуре, мифологии и работам выдающихся ученых и авторов Индии. Важной культурной связью между Индией и Гайаной является крикет: после основания Индийской премьер-лиги многие гайанские игроки в крикет уехали выступать в Индию.